# Kellian van der Kaap
Kellian van der Kaap (Groninga, 8 novembre 1998) è un calciatore olandese, difensore dell'Al-Sailiya.

## Carriera
Nato a Groninga, ha firmato un contratto con il Cambuur nell'estate del 2019. Esordisce con la sua nuova squadra il 13 settembre 2019, entrando dalla panchina nel vittorioso incontro casalingo per 5-1 contro l'Helmond Sport.
Nel settembre 2020, si trasferisce agli israeliani del Maccabi Netanya.

## Statistiche

### Presenze e reti nei club
Statistiche aggiornate al 20 gennaio 2022.
| Stagione        | Squadra         | Campionato      | Campionato | Campionato | Coppe nazionali | Coppe nazionali | Coppe nazionali | Coppe continentali | Coppe continentali | Coppe continentali | Altre coppe | Altre coppe | Altre coppe | Totale | Totale |
| Stagione        | Squadra         | Comp            | Pres       | Reti       | Comp            | Pres            | Reti            | Comp               | Pres               | Reti               | Comp        | Pres        | Reti        | Pres   | Reti   |
| --------------- | --------------- | --------------- | ---------- | ---------- | --------------- | --------------- | --------------- | ------------------ | ------------------ | ------------------ | ----------- | ----------- | ----------- | ------ | ------ |
| 2019-2020       | Cambuur         | 1D              | 10         | 1          | CO              | 2               | 0               |                    | -                  | -                  |             | -           | -           | 12     | 1      |
| ago.-set. 2020  | Cambuur         | 1D              | 1          | 0          | CO              | 0               | 0               |                    | -                  | -                  |             | -           | -           | 1      | 0      |
| Totale Cambuur  | Totale Cambuur  | Totale Cambuur  | 11         | 1          |                 | 2               | 0               |                    | -                  | -                  |             | -           | -           | 13     | 1      |
| set. 2020-2021  | Maccabi Netanya | LhA             | 26         | 1          | CI+TC           | 2+0             | 0               |                    | -                  | -                  |             | -           | -           | 28     | 1      |
| 2021-gen. 2022  | Viborg          | SL              | 1          | 0          | CD              | 1               | 0               |                    | -                  | -                  |             | -           | -           | 2      | 0      |
| gen.-mag. 2022  | Levski Sofia    | 1L              | 0          | 0          | CB              | 0               | 0               |                    | -                  | -                  |             | -           | -           | 0      | 0      |
| Totale carriera | Totale carriera | Totale carriera | 38         | 2          |                 | 5               | 0               |                    | -                  | -                  |             | -           | -           | 43     | 2      |

## Palmarès

### Club

#### Competizioni nazionali
- Coppa di Bulgaria: 1

Levski Sofia: 2021-2022